# Yusef Lateef
Yusef Lateef, ursprungligen William Emanuel Huddleston, född 9 oktober 1920 i Chattanooga, Tennessee, död 23 december 2013 i Shutesbury, Massachusetts, var en amerikansk jazzmusiker. 1925 flyttade hans familj till Detroit, Michigan där Lateefs musikaliska karriär kom att inledas.